# Leuctra svanetica
Leuctra svanetica är en bäcksländeart som beskrevs av Zhiltzova 1960. Leuctra svanetica ingår i släktet Leuctra och familjen smalbäcksländor. Inga underarter finns listade i Catalogue of Life.